# Francisco S. Rivera
Francisco S. Rivera fue un marino argentino que sirvió en la armada de su nación a fines del siglo XIX.

## Biografía
Francisco S. Rivera nació el 28 de junio de 1858. Integró la tercera promoción 3 de la Escuela Naval.
Fue uno de los fundadores del Centro Naval (4 de mayo de 1882), cuya primera Comisión Directiva integró como vocal.
Fue luego presidente (1886) y vicepresidente 1.º (1890) de dicha entidad.
En 1885, con el grado de teniente de fragata, estuvo al mando de la torpedera fluvial Centella, con apostadero en río Luján, registrando escasa actividad.
En 1891, con el grado de capitán de fragata, fue puesto al mando del ariete torpedero Maipú. Tras permanecer buena parte del año fondeado como pontón frente a Punta Indio se sumó a la escuadra interviniendo en la revista naval del 3 de septiembre de ese año.
En 1892 continuó al frente del Maipú, el cual operó integrando la Defensa Móvil del Río de la Plata y sus afluentes, participó de la voladura de cascos hundidos y operó como buque de cuarentena.
Rivera falleció en actividad el 16 de mayo de 1899.